# Дилдо
Дилдо (на английски: dildo), или изкуствен пенис, е секс играчка, предназначена за мастурбация. Изработва се най-често под формата на пенис.
Съществуват вагинални и анални дилда, както и двойни за използване от двама души по едно и също време.
Подобно на вибраторите, дилдата могат да бъдат направени от широка гама материали, като например стъкло, дърво, камък, както и гъвкави или твърди пластмаси. Предлаганите на пазара продукти се характеризират с голямо разнообразие от форми, размери и цени.
Думата е с неясен произход.

## Препратки
1. 1 2 3  Маринова, Венелина. Всичко, което трябва да знаете за класическата секс играчка - дилдо //  Fakti.bg.   17 октомври 2021. Посетен на 22 юни 2025.
2. ↑  Dildo - Etymology, Origin & Meaning //  Etymonline.com.   Посетен на 22 юни 2025.